# Посольство России в Бразилии
Посольство России в Бразилии — полномочное дипломатическое представительство Российской Федерации в Федеративной Республике Бразилия, находящееся в столице государства — городе Бразилиа.

## История
История российско-бразильских отношений насчитывает более 200 лет. Первый русское генеральное консульство в Рио-де-Жанейро, тогдашней столице Португальской империи и Бразилии, было открыто согласно указу российского императора Александра I 18 июля по старому стилю а по новому — 30 июля 1811 года. На посты генконсула и вице-консула были назначены соответственно братья Ксаверий и Михаил Лабенские. Одновременно указом Государственной коллегии иностранных дел Российской империи к португальскому двору в Рио-де-Жанейро был назначен российский посланник Фёдор Петрович Пален.
Значительную часть 200-летней истории российско-бразильских отношений они пребывали в зачаточном состоянии. Причиной этого является то, что Бразилия после обретения независимости входила в сферу влияния США. В 1947 году в период холодной войны между СССР и США правительство Бразилии запретило деятельность Коммунистической партии в стране и разорвало дипломатические отношения с СССР.
В 1961 году, после того, как Бразилия взяла курс на независимую внешнюю политику, дипломатические отношения были восстановлены. Однако, даже в те времена советско-бразильские отношения развивались вяло. Оживление отношений между Россией и Бразилией произошло после окончания холодной войны, распада СССР и выработки новых механизмов в сфере международных отношений во второй половине 1990-х годов, которые заработали и привели к новому состоянию двусторонних отношений в сфере экономики, науки, культуры, туризма. В настоящее время отношения между Россией и Бразилией достигли апогея по сравнению с предыдущими годами.

## Место расположения посольства
Посольство Российской Федерации находится в центре Бразилиа — столице государства.